# Willy Vandermeulen
Pour les articles homonymes, voir Vander et Vandermeulen.
 (juin 2012).
Si vous disposez d'ouvrages ou d'articles de référence ou si vous connaissez des sites web de qualité traitant du thème abordé ici, merci de compléter l'article en donnant les références utiles à sa vérifiabilité et en les liant à la section « Notes et références ».
Compléments
Prix Fleury-Mesplet du Salon du livre de Montréal
Willy Vandermeulen, dit Willy Vander, né le 20 octobre 1932 à Schaerbeek (Bruxelles) et mort le 30 janvier 2013 à Woluwe-Saint-Lambert (Bruxelles),, est un éditeur belge.

## Biographie
Willy Vandermeulen est entré dans le monde de l'édition en 1958. Infatigable bourlingueur, il sera l'un des premiers à traverser l'Atlantique et à s'intéresser aux auteurs québécois, bien avant que ceux-ci ne deviennent à la mode dans les salons parisiens.
Il est le fondateur, avec André Samain et Serge Godin, de la Foire du livre de Bruxelles qui vivra, sous sa présidence, ses plus belles heures.
Doté d'une personnalité forte et originale (il choisit de raccourcir son nom Vandermeulen, "trop compliqué pour les Français" en Vander après avoir vu le nom de Maurice Vandair au générique de "Un homme et une femme" de Claude Lelouch), il se distinguera toute sa vie par son sens inné des affaires autant que par son humour et son sens de la fête et de l'amitié qui le feront apprécier dans un monde de l'édition trop souvent inféodé aux seules injonctions des lois du marché.
En 2002, il reçoit le Prix Fleury-Mesplet au Salon du livre de Montréal pour sa contribution au développement de l'édition au Québec.
En 2004, il se retire des affaires. Devenue une société fantoche, les Éditions Vander ne survivront que peu de temps à son départ.